# Dieter Schröder (Politiker)
Dieter Schröder (* 21. November 1935 in Lübeck) ist ein deutscher Jurist, Politikwissenschaftler, Hochschullehrer und Politiker (SPD).

## Biografie
Schröder studierte nach dem Abitur 1956 Rechts- und Staatswissenschaften an der Universität Hamburg und der Universität Marburg. 1960 erwarb er das erste juristischen Staatsexamen. Anschließend war er freier Mitarbeiter beim Verein zur Förderung der Wiedervereinigung Deutschlands sowie Referendar beim Landrat des Kreises Stormarn und beim Oberverwaltungsgericht Lüneburg. Er wurde 1964 mit der Arbeit Die These vom Absterben des Staates im Marxismus-Leninismus und die Verfassungs- und Verwaltungsordnung in Mitteldeutschland zum Doktor der Rechte promoviert, war von 1965 bis 1969 an der Universität Hamburg und anschließend unter anderem als Senatsrat bis 1977 bei der Berliner Senatskanzlei tätig.
Schröder war seit 1972 Lehrbeauftragter am Fachbereich für Politische Wissenschaft der Freien Universität Berlin, habilitierte dort 1973 mit der Arbeit Planung und Bürokratie – Ein Vergleich der Verhältnisse in der Bundesrepublik Deutschland und den USA und wurde anschließend Privatdozent.

Von 1981 bis 1985 war er Syndikus der SPD-Fraktion im Berliner Abgeordnetenhaus. Er wurde 1984 außerplanmäßiger Professor und war von 1985 bis 1989 ordentlicher Professor für Politische Wissenschaft an der FU Berlin.

### Öffentliche Ämter
Schröder war von 1989 bis 1991 Staatssekretär und Chef der Senatskanzlei Berlin. Von 1993 bis 1995 amtierte er als Oberbürgermeister der Hansestadt Rostock.

## Ehrungen
- Ehrendoktorwürde (Dr. rer. pol. h. c) der Universität Rostock, 2002
- Ehrenmitglied des Alumni-Verein Rostocker Politikwissenschaft, 2007

## Werke (Auswahl)
- Dritte Welt und Völkerrecht, 1970
- Das geltende Besatzungsrecht, 1990
- Von Politik und dummen Fragen, 2002